# OpenCanvas
openCanvas est un logiciel de dessin naturel (c'est-à-dire qu'il essaye de reproduire le trait des outils de dessins traditionnels tels que le crayon, l'aérographe, etc.). Bien qu'il reproduise une sensation naturelle du dessin, il ne dispose pas d'une batterie de pinceaux réalistes comme un logiciel de peinture numérique (ex. : Corel Painter, ArtRage). Cependant le résultat final est comparable à de la peinture numérique au niveau du rendu.
Sont également mises à disposition les fonctions de dégradé, motifs...
Outre ses fonctions graphiques (pinceaux, filtres, masques, calques), il dispose d'une fonction unique aux logiciels de ce type qui est l'enregistrement et la lecture du processus de dessin, dont on voit l'élaboration se dérouler sous nos yeux trait par trait, détail après détail, comme un film.
Cette fonction permet d'avoir une source didactique très utile, puisque le site possède une grande quantité de ces fichiers appelés 'event files', produits par les nombreux membres de la communauté.
Le fait que ce logiciel soit spécialisé fait qu'il est très léger en mémoire, et peut être utilisé sur un 350 MHz/128 Mo (testé réellement), et pour un prix très abordable, comparé aux logiciels plus généraux dans le domaine (Adobe Photoshop, …).
Il existe une version gratuite de ce logiciel, qui est la version 1.1. Cette version a des limitations au niveau des capacités inhérentes à l'évolution des fonctions, mais possède une fonction qui a été abandonnée dans les versions suivantes, et qui permet à 4 personnes de peindre en même temps sur le même tableau par le biais d'un réseau (internet par exemple).
Ce logiciel propriétaire est d'origine japonaise mais disponible en version anglaise sur leur site. Cependant, les versions beta ne sont disponibles qu'en japonais.
Ce logiciel ne livre ses pleines capacités qu'avec une tablette graphique.
openCanvas est, de par son pays d'origine, très utilisé pour la réalisation de CG de type manga. Il peut bien sûr être utilisé pour tout autre style, mais il a vraisemblablement été optimisé pour le dessin de type manga.
Il existe actuellement une alternative gratuite à ce logiciel, Pixia qui permet également de reproduire des dessins « naturels ».